# Gagrella grandis
Gagrella grandis is een hooiwagen uit de familie Sclerosomatidae.